# Ambuchanania leucobryoides
Ambuchanania leucobryoides (Syn.: Sphagnum leucobryoides) ist ein in Tasmanien endemisches Laubmoos. Es ist nur von wenigen Fundorten bekannt und wurde erst 1988 entdeckt. Das weißlich-grüne, im Erscheinungsbild den Torfmoosen (Sphagnum) ähnliche Moos wächst überwiegend unterirdisch in nassem Sand. Nur die Köpfchen erscheinen an der Bodenoberfläche. Die Art ist die einzige der Familie der Ambuchananiaceae in der Ordnung der Ambuchananiales. Der Gattungsname ehrt den australischen Botaniker Alex M. Buchanan (* 1944).

## Verbreitung und Lebensraum
Ambuchanania leucobryoides wächst ausschließlich im Südwesten Tasmaniens und ist hier nur aus zwei Regionen am Wallaby Bay nahe Port Davey sowie am Jane River südlich von Lake St. Clair bekannt. An der Wallaby Bay, dem Wuchsort des Holotypus, wächst das Moos in von benachbarten Abhängen herangespülten und abgelagerten, flachen, quarzreichen und fast vegetationsfreien Sanden. Der Jahresniederschlag beträgt über 2000 Millimeter pro Jahr. Der weiße Sand ist immer nass und häufig zusätzlich mit einem über die Oberfläche fließenden Wasserfilm bedeckt. Die Vegetation der Umgebung wird aus Seggenrieden mit dem Buttongras (Gymnoschoenus sphaerocephalus) auf torfigen Böden mit niedrigen pH-Werten zwischen 3,5 und 5,5 gebildet. Am Jane River wächst das Moos in Seggenrieden auf humosen Böden zwischen niedrigwüchsigen Sauergräsern der Gattung Oreobolus.

## Merkmale
Ambuchanania leucobryoides ähnelt im Habitus den Torfmoosen. Die Pflanzen bilden bis zu 2 Zentimeter lange spärlich verzweigte und weißlich-grüne Stämmchen, wobei nur die Köpfchen aus dem Boden ragen; der Hauptteil der Pflanze wächst unterirdisch. Die Stämmchen verfügen nicht wie die Torfmoose über einen Zylinder aus Festigungsgewebe (Sklerenchymzellen). Die Ästchen stehen im Gegensatz zu den Arten der Gattung Sphagnum einzeln am Stämmchen und sind nicht zu sogenannten Faszikeln gebündelt. Die Blättchen sind auffällig groß. Die Astblättchen messen bis zu 4,3 Millimeter in der Länge, jene der kurzen Verzweigungen bis zu 8,6 Millimeter. Sie sind stellenweise zweischichtig, jene der Torfmoose sind einschichtig aber wie diese aus verschiedenen Zelltypen aufgebaut: den meist mit Wasser gefüllten Hyalocyten und aus lebenden chloroplastenhaltigen Chlorocyten. Zur Verankerung bilden die Pflanzen Rhizoide. In der Gattung Sphagnum ist dies nur von einer einzigen epiphytischen Torfmoosart bekannt. Die weiblichen Reproduktionsorgane werden nur an den aus dem Substrat herausragenden Köpfchen gebildet, während die männlichen Fortpflanzungsorgane unterhalb der weiblichen seitlich am Stämmchen sitzen.

## Systematik
Die Moosart wurde erst 1988 entdeckt und 1990 als Sphagnum leucobryoides T.Yamag., Seppelt & Z.Iwats. beschrieben. 1999 wurde aufgrund seiner deutlich abweichenden morphologischen Merkmale von jenen der Arten der Gattung Sphagnum die neue Gattung Ambuchanania Seppelt & H.A.Crum für diese Art eingeführt. Sie wird in einer eigenen Familie Ambuchananiaceae in ebenso einer eigenen Ordnung Ambuchananiales innerhalb der Sphagnopsida geführt. Molekularbiologische Analysen auf der Basis von 26S rDNA Sequenzen bestätigten im Jahr 2003 die Gattung Ambuchanania als Schwestergruppe der Gattung Sphagnum (Torfmoose) in der Klasse der Sphagnopsida.

## Gefährdung und Status
Ambuchanania leucobryoides ist aufgrund seiner geografischen Restriktion und der geringen Anzahl von etwa fünf Fundorten in der Roten Liste der weltweit gefährdeten Moose als gefährdet geführt (VU = Vulnerable). Nach dem „The Threatened Species Protection Act 1995“ Tasmaniens ist das Moos als selten eingestuft und entsprechend geschützt. Die Gefährdungsursachen liegen vor allem im intensiven Abbrennen der umgebenden Seggenriede.